# Jarrell (Texas)
Jarrell es una ciudad ubicada en el condado de Williamson en el estado estadounidense de Texas. En el Censo de 2010 tenía una población de 984 habitantes y una densidad poblacional de 169,68 personas por km².

## Geografía
Jarrell se encuentra ubicada en las coordenadas 30°48′34″N 97°36′46″O / 30.80944, -97.61278. Según la Oficina del Censo de los Estados Unidos, Jarrell tiene una superficie total de 5.8 km², de la cual 5.78 km² corresponden a tierra firme y (0.4%) 0.02 km² es agua.

## Demografía
Según el censo de 2010, había 984 personas residiendo en Jarrell. La densidad de población era de 169,68 hab./km². De los 984 habitantes, Jarrell estaba compuesto por el 85.77% blancos, el 1.52% eran afroamericanos, el 0.41% eran amerindios, el 0.2% eran asiáticos, el 0.2% eran isleños del Pacífico, el 9.76% eran de otras razas y el 2.13% pertenecían a dos o más razas. Del total de la población el 37.4% eran hispanos o latinos de cualquier raza.